# Tobermory (destilleri)
Tobermory distillery er et skotsk whiskydestilleri, der ligger på Hebrideøen Mull i Skotland i byen Tobermory. Destilleriet, der tidligere var kendt som Ledaig (udtalt som Letch-ick), blev grundlagt i 1798, og det har skiftet ejere flere gang, og har også været igennem flere perioder, hvor det har været lukket.
Det er det eneste whiskydestilleri på Mull, og det ejes af Burn Stewart Distillers, der er et datterselskab under Distell Group Limited fra Sydafrika. Deres primære produkt, Tobermory single malt, bruges i de to blendede whiskyer Scottish Leader og Black Bottle. Destilleriet producerer også en mindre mængde røget whisky, der fortsat er kendt under det tidligere navn, Ledaig.